# Jan Antonín starší Losy z Losinthalu
Jan Antonín Losy z Losinthalu (německy Johann Anton Losy Graf von Losinthal, kolem roku 1600 – 27. července 1682, Praha) byl český šlechtic z hraběcího rodu Losyů z Losinthalu.

## Původ
Jan Antonín Losi pocházel z jihotyrolského (nebo snad ze švýcarského) šlechtického rodu Losyů (psali se také Logi, Losi). Jeho rodiči byli Thomas Losy de Losis a matka s predikátem de Mora (de Rubielos) neznámého jména. Dle jiných pramenů Losiové de Losis mohou pocházet ze švýcarské šlechtické rodiny z Poschiavo v oblasti Graubündenu nebo z Piuro poblíž Chiavenny.
Jan Antonín do Čech přišel na začátku 17. století do Čech, kde působil v císařských službách.

## Život

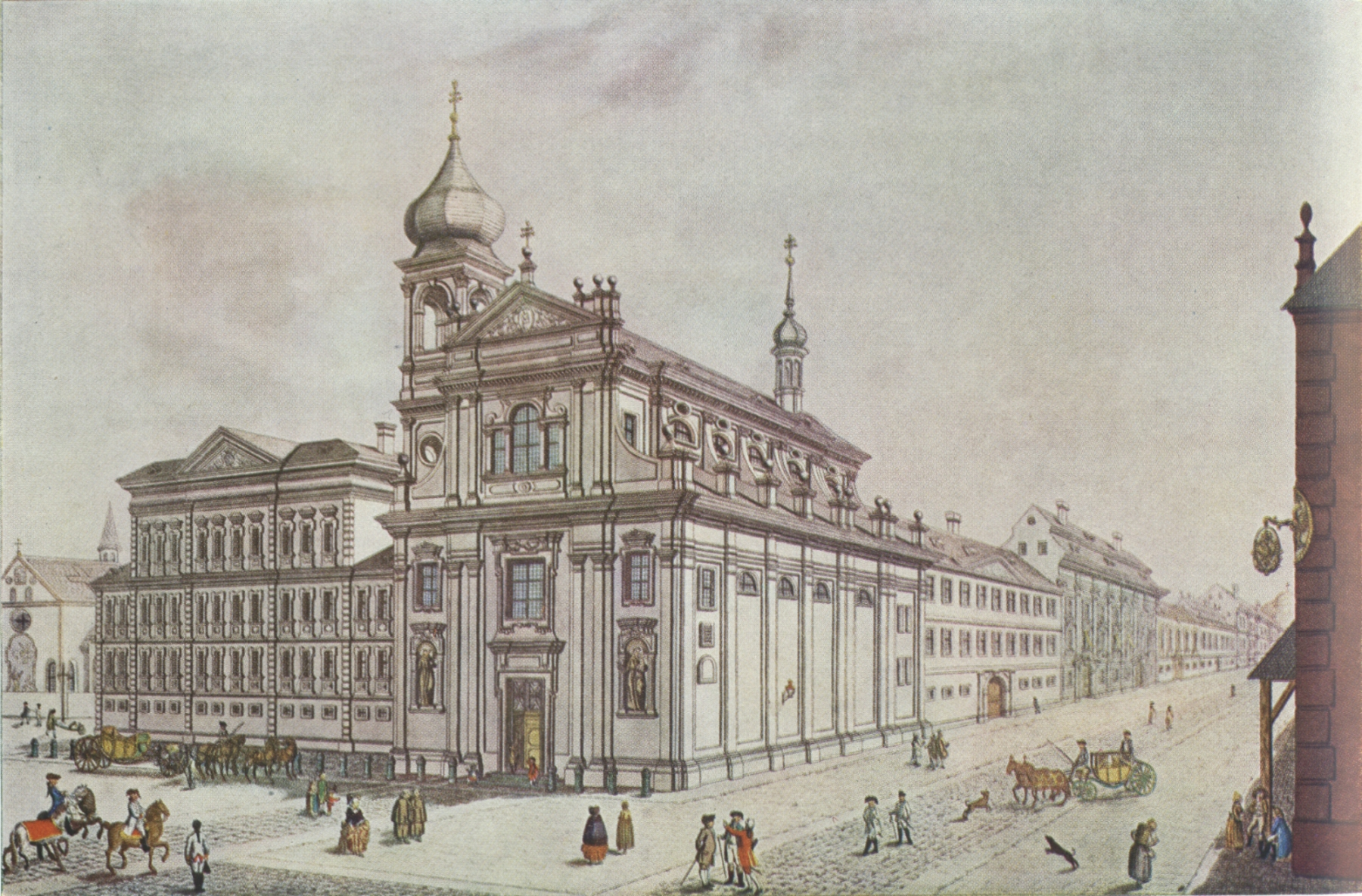
Klášter irských františkánů - hybernů, místo posledního odpočinku Jana Antonína

12. července 1647 byl Jan Antonín Losy v Klatovech povýšen do českého rytířského stavu s predikátem „von Losinthal“.  12. prosince 1648 získal inkolát jako Johann Anton Losy z Losinthalu  a 15. října 1655 v Ebersdorfu české potvrzení o stavu říšského hraběte a k českému panskému stavu patřil jako hrabě z Losimthalu.
Působil ve funkci českého královského výběrčího daně z vytočeného piva a prodeje soli, poté dvorní rada v Praze a dohlížel na příjmy z prodeje vína, soli a piva. V roce 1648 získal panství Štěkeň a v roce 1652 Ctěnice.
V roce 1664 hrabě Losy von Losinthal zakoupil velkou část zadluženého panství Tachov od dcer dědičného majitele Johanna Philipp Husmanna, zemřelého v roce 1651 a následně financoval dokončení klášterního kostela ve Světcích u Tachova, jehož výstavbu zahájil Johann Philipp Husmann. Nechal starý hrad v Tachově přebudovat na rodové zámecké sídlo.
Na konci 17. století rovněž financoval rozsáhou rekonstrukci tachovského františkánského kláštera.
Jan Antonín zemřel 27. července 1682 v Praze a byl pohřben v klášteře irských františkánů (u Hybernů).

## Rodina a příbuzní
Jan Antonín Losy z Losinthalu se dne 1. února 1643 oženil s Annou Konstancií Kollerovou z Lerchenreithu a Gruebeggu u Bad Mitterndorfu. Byla dcerou štýrského plukovního kancléře Bartoloměje Kollera zu Lerchenreith a Alžběty, rozené Gru(e)berové z Grubeggu (též Grubecku). Manželům se narodily čtyři děti – dva synové a dvě dcery:
1. Jan Antonín mladší Losy, zvaný také „Graf Logi“ (kolem roku 1645 – 1721 Praha), pán na Tachově (Tachau), Vintířově (Winternitz) a Ctěnicích (Stienitz), císařský pokladník a tajný rada, známý hráč na loutnu a hudební skladatel. Působil ve funkci říšského hudebního ředitele u vídeňského dvora. Byl ženatý s hraběnkou Františkou Klaudií ze Strassolda. Jejich syn Adam Filip byl ženatý s Marií Ernestinou hraběnkou Fuchsovou z Bimbachu a Dornheimu. Byl generálním císařským stavmistrem a hudebním ředitelem ve Vídni, předsedou dolnorakouské zemské vlády. Zemřel 21. dubna 1781 jako poslední mužský člen hrabat Losyů z Losinthalu.
2. Jan Křtitel na Štěkni (Stecken), Řepči (Rzepicz) a Czenicz zemřel svobodný
3. Marie Terezie (1659 – 27. února 1695 Praha) provdaná za Ferdinanda Kryštofa rytíře Scheidlerem von Czeidlernem na Liběchově, Sukoradech, Horních Beřkovicích, Veltrusích a Jeviněvsi, kteří zastávali úřad podkomorníka a královského hejtmana na Malé Straně v Praze. Z manželství se narodilo šest dcer.
4. Anna Konstancie († 18. srpna 1696 Radenín u Tachova), provadná za Jana Jiřího Leopolda sv. pána Sporcka na Radeníně a Choustníku, který zemřel 14. února 1705 v Choustníku. Manželé měli tři dcery. [5]

Po smrti Jana Antonína st. hraběte z Losinthalu rozšířil jeho syn Jana Antonín mladší Losy z Losinthalu tachovské panství o několik dalších, které v roce 1721 převzal jeho syn Adam Filip Losy z Losinthalu. Ten však zemřel bez potomků a mezi dědici se vedl soudní proces. Tachov získal v roce 1781 hrabě Josef Mikuláš z Windisch-Graetze.